# Oorlogskloof Nature Reserve
Das Oorlogskloof-Naturschutzgebiet (englisch Oorlogskloof Nature Reserve) liegt 10 km südlich von Nieuwoudtville in der Lokalgemeinde Hantam im Distrikt Namakwa der südafrikanischen Provinz Northern Cape sowie an der Regionalstraße R27 von Vanrhynsdorp nach Calvinia.
Oorlog ist das Afrikaans Wort für Krieg, Kloof für eine Schlucht. Das Naturschutzgebiet ist eine Wildnis von Schluchten, Höhlen, Wasserläufen, Plateaus, mit einer reichhaltigen Flora aus den Bereichen Sukkulenten Karoo, (Mountain) Fynbos und Afromontaner Wälder. Die durchschnittliche jährliche Niederschlagsmenge beträgt 430 mm.

## Historie
Das Land wurde 1983 gekauft und von 1983 bis 1987 als Wilderness Area ausgewiesen, seither ist es Naturschutzgebiet. Die Größe beträgt rund 10.000 Hektar. Das Naturschutzgebiet bietet heute 146 km Wanderwege; es können Wanderungen von ein bis sieben Tagen Dauer unternommen werden.

## Flora und Fauna
Proteen und Verwandte: Leucadendron pubescens, Leucadendron salignum, Leucadendron sheilae, Leucospermum calligerum, Paranomus bracteolaris, Protea acuminata, Protea glabra, Protea laurifolia und Protea nitida.
An Tierspezies bekannt sind bisher 63 Ameisenarten, 200 Bienen/Wespenarten, 44 Reptilienarten und mehr als 200 Vogelarten. Die große Anzahl der Insekten resultiert unter anderem aus der Vielzahl der zu bestäubenden Pflanzenarten mit teils ausgeprägten Spezialisten.